# Отряд мобильный особого назначения «Ахмат-Грозный»
Отряд мобильный особого назначения «Ахмат-Грозный», ОМОН «Ахмат-Грозный» — специальное подразделение, входящее в состав войск национальной гвардии России (Росгвардия), дислоцируется в городе Грозный. Спецподразделение названо в честь первого президента Чеченской Республики в составе России — Ахмата Кадырова.

## Боевое применение
C начала февраля 2022 года Ахмат-Грозный принимает участие во вторжении России на Украину.

## Командиры
- Бисаев, Анзор Саладиевич — подполковник РФ, командир ОМОН «Ахмат-Грозный» УФСВНГ РФ по ЧР[2] (с 4 сентября 2019 года)[3].
- Бахаев, Ахмед Вахаевич — заместитель командира ОМОН «Ахмат-Грозный» УФСВНГ РФ по ЧР.
- Цакаев, Алихан Гарманович — бывший командир ОМОН «Ахмат-Грозный» УФСВНГ РФ по ЧР[4].
- Дахиев, Бувади Султанович — бывший командир ОМОН. †
- Газимагомадов, Муса Денилбекович — бывший командир ОМОН. †
- Бисаев, Анзор Саладиевич — действующий командир (командир с 4.09.2019 по н.в.)[5]

## Потери
- Рамзан Кадыров заявил о 121 погибшем военном[6].